# Метаонтологія
Метаонтологія — філософська дисципліна, яка вивчає онтологію. Мета метаонтології полягає в тому, щоб прояснити, що таке онтологія, її головне питання, методологія онтології і як інтерпретувати значення онтологічних заяв, що саме роблять так звані онтологи, коли вони займаються онтологією.

## Історія
Назва з'явилася в 1998 році з виходом статті Пітера ван Інвагена "Метаонтологія". Виділення метаонтології в окрему дисципліну, поява підручників та університетських навчальних курсів по ній з'явилися недавно, але філософи задавали метаонтологічні питання і раніше. Наприклад, родоначальник сучасної аналітичної онтології У. Куайн займався питаннями метаонтології, хоч і не використовував даний термін.

## Основні парадигми

### Класифікація Євгена Кононова
Євген Кононов пропонує охарактеризувати метаонтологічні парадигми через центральне для них онтологічне питання і те, чи є пошук відповідей на нього важким завданням:

#### Неокуайнівська парадигма(ортодоксія)
Теорії Пітера ван Інвагена та Теодора Сайдера.
1. Головне онтологічне питання: що є?
2. Пошук відповіді на нього є важким завданням (інфляційна позиція).

#### Неокарнапівська парадигма
Теорії Елі Хірша та Емі Томассон.
1. Головне онтологічне питання: що є?
2. Пошук відповіді на нього є легким завданням (дефляційна позиція).

#### Плюралістська парадигма
Теорії Кріса Макденієла та Теренса Парсонса.
1. Головне онтологічне питання: що і як є та/або існує?
2. Пошук відповіді на нього є важким завданням (інфляційна позиція).

#### Неоарістотелівська парадигма
Теорії Джонатана Шаффера та Кіта Файна.
1. Головне онтологічне питання: що у чому базується?
2. Пошук відповіді на нього є важким завданням (інфляційна позиція).

### Класифікація Джонатана Шаффера
Парадигми можна класифікувати методом Джонатана Шаффера. Він поділяв метаонтологічні теорії залежно від їхнього погляду на онтологічну (метафізичну) структуру реальності. Таких варіантів структури він виділяв три:
1. Плоска структура: мета метафізичного дослідження - складання неструктурованого списку існуючого. 
До цього варінту належить неокуайнівська парадигма і неокарнапівська парадигма.
2. Розподілена структура: мета метафізичного дослідження – 1. встановлення числа категорій; 2. складання списків сутностей із кожної категорії.
До цього варінту належить плюралістська парадигма.
3. Упорядкована структура: мета метафізичного дослідження – встановлення впорядкованої ієрархії, яка генерується з 1. списку субстанцій та 2. списку відносин базування.
До цього варінту належить неоарістотелівська парадигма.